# King del rap (singolo)
King del rap è un singolo del rapper italiano Marracash, pubblicato il 7 settembre 2011 come primo estratto dall'album omonimo.

## Descrizione
Il brano è stato prodotto da Deleterio e presenta una produzione con varie influenze musicali. Nel testo il rapper racconta con ironia la società in cui viviamo e le piccole/grandi crisi contemporanee. Il rapper ha confessato che il brano, come altri brani nell'album King del rap, era destinato a finire nel mixtape Roccia Music II, ma in seguito cambiò idea dato che il brano gli sembrava «particolarmente riuscito» per finire nel mixtape, dichiarando:
Inizialmente distribuito digitalmente il 7 settembre, il singolo ha fatto anche il suo debutto nelle stazioni radiofoniche due giorni più tardi.

## Video
Il video è stato reso disponibile il 30 agosto 2011 attraverso il canale YouTube del rapper. La regia del video è stata curata da YO CLAS! e ricalca alcune atmosfere ed ambienti di alcune fiction statunitensi come Willy, il principe di Bel-Air, King Kong, Rambo e altri. Nel video oltre a Marracash compaiono anche Deleterio e DJ Tayone.

## Tracce
1. King del rap – 4:01

## Classifiche
| Classifica (2011) | Posizione massima |
| ----------------- | ----------------- |
| Italia            | 36                |